# Movila Verde, Constanța
Movila Verde este un sat în comuna Independența din județul Constanța, Dobrogea, România. În trecut s-a numit Kîzîl-Murat/ Kızıl Murat/ Fetești. La recensământul din 2002 avea o populație de 650 locuitori.